# Dugi Do
Dugi Do (cyr. Дуги До) – wieś w Czarnogórze, w gminie Cetynia. W 2011 roku liczyła 11 mieszkańców.